# Boniszyn
Boniszyn (ukr. Бонишин) – wieś w rejonie złoczowskim obwodu lwowskiego Ukrainy. Do scalenia w 1934 r. w II Rzeczypospolitej miejscowość była siedzibą gminy wiejskiej w powiecie złoczowskim województwa tarnopolskiego. Od 1991 r. na terytorium niepodległej Ukrainy. Przez wioskę przepływa Złoczówka.

## Położenie
Na podstawie Słownika geograficznego Królestwa Polskiego i innych krajów słowiańskich Boniszyn to: wieś w powiecie złoczowski, położona 6 km na zachód od Złoczowa.

## Historia
- wioska założona w 1473 r.
- w latach 1772–1918 w Królestwie Galicji i Lodomerii w Cesarstwie Austriackim. W tym okresie, wioskę zamieszkiwali Rusini - 255 osób według spisu ludności z 1857 r. Należeli do parafii greckokatolickiej w pobliskiej miejscowości Poczapy. Właścicielem tabularnym wioski była Ludwika Dzierzkowska.
- w 1929 r. wioska liczyła 487 mieszkańców.

## Zabytki
- kamień graniczny, bez znaków i napisów, pochodzący z XVII w.